# Trostenets
Trostenets - Тростенец (rus) - és un poble de l'óblast de Bélgorod, a Rússia. El 2010 tenia 907 habitants. Pertany al districte (raion) de Novi Oskol.